# Tull, Arkansas
Tull là một thị trấn thuộc quận Grant, tiểu bang Arkansas, Hoa Kỳ. Năm 2010, dân số của thị trấn này là 448 người.

## Dân số
- Dân số năm 2000: 358 người.
- Dân số năm 2010: 448 người.